# Lizzo
Melissa Viviane Jefferson (født 27. april 1988), professionelt kendt som Lizzo, er en amerikansk sangerinde, rapper, sangskriver og fløjtenist .  Hun blev født i Detroit, Michigan, og flyttede senere til Houston, Texas, hvor hun begyndte at optræde, før hun flyttede til Minneapolis, hvor hun begyndte sin indspilningskarriere inden for hiphopmusik . Før Lizzo skrev under med Nice Life og Atlantic Records, udgav Lizzo to studiealbum - Lizzobangers (2013) og Big Grrrl Small World (2015). Lizzos første major-label EP, Coconut Oil, blev udgivet i 2016.

## Diskografi
- Lizzobangers (2013)
- Big Grrrl Small World (2015)
- Cuz I Love You (2019)
- Special (2022)

## Filmografi
| År   | Titel     | Rolle | Noter        |
| ---- | --------- | ----- | ------------ |
| 2019 | UglyDolls | Lydia | Stemme rolle |
| 2019 | Hustlers  | Liz   |              |

| År   | Titel                                   | Rolle        | Noter     |
| ---- | --------------------------------------- | ------------ | --------- |
| 2016 | Brad Neelys Harg Nallin' Sclopio Peepio | Hende selv   | 4 afsnit  |
| 2016 | Eventyrland                             | Vært         | 10 afsnit |
| 2018 | Yeti!                                   | Magisk svamp |           |

## Koncertture
- Good as Hell Tour (2017) [2]
- Cuz I Love You Tour (2019) [3]
- Cuz I Love You Too Tour (2019) [4]

- The Special Tour (2022) [5]